# 117350 Saburo
117350 Saburo este un asteroid din centura principală de asteroizi.

## Descriere
117350 Saburo este un asteroid din centura principală de asteroizi. A fost descoperit pe 13 decembrie 2004 la Yamagata de Koichi Itagaki. Asteroidul prezintă o orbită caracterizată de o semiaxă mare de 3,15 ua, o excentricitate de 0,13 și o înclinație de 17,0° în raport cu ecliptica.